# Elachista nitidulella
Elachista nitidulella is een vlinder uit de familie grasmineermotten (Elachistidae). De wetenschappelijke naam is voor het eerst geldig gepubliceerd in 1885 door Herrich-Schäffer.
De soort komt voor in Europa.